# Kersti Uibo
Kersti Uibo (Tallinn, 22 settembre 1956) è una regista e sceneggiatrice estone.

## Biografia
Oltre alla sua attività di regista e d'insegnamento cinematografico, Kersti Uibo ha lavorato come produttrice discografica con la ETV, la televisione pubblica estone, è stata inserita nella lista nera dal regime sovietico, ha collaborato all'apertura dell'ambasciata estone nel Regno Unito e diretto l'Estonian Information Bureau. Dopo aver studiato storia presso la London University, ha scelto come sua vocazione il documentario, conseguendo un master of arts presso la National Film and Television School.
Rappresenta il classico esempio di filmmaker one-woman-band, essendo autrice a tutto tondo dei suoi film. I suoi documentari sono stati proiettati presso il Museum of Modern Art di New York e hanno partecipato ai festival cinematografici di tutto il mondo, in particolare a Parigi, Mumbai, Teheran, Sydney, Montréal, Nuova Delhi, Boston, San Pietroburgo e ottenuto numerosi premi.
Si divide tra l'Inghilterra e l'Estonia, insegnando presso la Baltic Film and Media School di Tallinn (Estonia), l'International Film School di Colonia (Germania), la National Film and Television School di Londra e il St. Martin College of Art.

## Filmografia parziale
- Evald's Acre (1994)
- Diva in the Bath (1998)
- Narrow is the Gate (2002)
- Still Life with Wife (2006)
- This is the day (2011)